# Gorgora
Gorgora – miasto w Etiopii, w regionie Amhara. W 2010 liczyło 5 733 mieszkańców.